# Citybeat
Citybeat (Chino: 城市節拍), fue un grupo de música pop de Hong Kong, se formó en la década de los años 1980.

## Historia
John Laudon (cantante) escribió numerosas canciones para famosas estrellas del género pop en Hong Kong. Jym Kay (batería) fue el anfitrión de un programa de televisión llamado "Solid Gold" difundida por la red TVB. La banda estuvo de gira en China, Estados Unidos, Singapur, Malasia, India y Macao.
Todos ellos eran considerados extranjeros en Hong Kong. Interpretaron temas musicales en inglés, pero más adelante se conoció como la primera banda estadounidense en grabar e interpretar canciones en cantonés. Algunas de sus canciones han difundido mensajes de la cristiandad.

## Publicaciones
Ellos grabaron cuatro álbumes y ocho videos musicales, y se presentaron en numerosos programas de televisión. Citybeatse se presentó en la red TV, en un programa llamado "CityBeat comes to town". Su canción  "Standing as one" y el video que lo acompañaba, mostraba sobre el movimiento estudiantil de Tiananmen Square en 1989 en China. Esta canción y el video musical, les abrieron puertas para que participaran como la única banda extranjera, en una gira denominado "Concierto por la Democracia" en Hong Kong para 170.000 personas.
- Datos: Q5124046